# Carrión de los Céspedes
Carrión de los Céspedes is een gemeente in de Spaanse provincie Sevilla in de regio Andalusië met een oppervlakte van 6 km². In 2007 telde Carrión de los Céspedes 2261 inwoners.